# Pirates of the Caribbean: At World's End (computerspel)
Pirates of the Caribbean: At World's End (geschreven als At World's End op Xbox Live) is een videospel gepubliceerd door Buena Vista Games voor de PlayStation 2, PlayStation 3, Xbox 360, Windows PC, PSP, Nintendo DS en de Wii.

## Plot
Het spel volgt de gebeurtenissen van de films Dead Man's Chest en At World's End, met enkele nieuwe gebeurtenissen en locaties die niet in de films voorkomen. Zo kan je zien hoe Jack Sparrow aan het begin van Dead Man's Chest uit de gevangenis ontsnapt, met behulp van zijn eigen vader, Teague Sparrow.
Het spel klopt ook niet echt met de film. Zo moet je Tia Dalma in Port Royal vinden, wie eigenlijk in het moeras voor Davy Jones verschuilt, en zijn de Zilverlingen gouden munten, wat eigenlijk maar alledaagse voorwerpen zijn.

## Verhaal
Het verhaal begint als eerst met Dead Man's Chest waar je als Jack Sparrow begint, je wordt bevrijd door Teague, je vader, en je moet het lapje zien in handen te krijgen van een sleutel. Wanneer je dat te pakken hebt, ga je met een doodskist naar de Black Pearl waar je Bootstrap Bill Turner tegen het lijf komt. Hij vertelt je dat je tijd op is en dat Davy Jones achter je aangaat, en je vlucht, dat is het moment waar alle ellende gaat gebeuren, achtervolgd door de kannibalen, achternagezeten door de Kraken, de Oost Indische Compagnie op je hielen, vervloekte zeelieden en ook nog het conclaaf van de Piratenleiders die je na moet komen.
Je speelt meerdere personages in het verhaal in plaats van Jack, waar je je vaardigheden aan moet gaan aanpassen bijvoorbeeld: Will Turner, Elizabeth Swann en Hector Barbossa.

## Personages
Jack Sparrow:
Piratenleider van de Caribbean. Jack heeft 13 jaar geleden een deal gemaakt met Davy Jones, dat hij zijn schip weer uit de golven laten doen herrijzen, nadat hij in brand was gestoken door Cutler Beckett maar na 13 jaar wil Jack niet graag 100 jaar op de Flying Dutchman zitten, dus hij wil eronderuit komen, maar helaas, door losse touwtjes kan hij er net niet onderuit komen en wordt hij opgeslokt door de Kraken, en zit hij nu in Davy Jones' Locker, waar zijn vrienden hem uit gaan redden, en hij alle Leiders over de wereld bij elkaar moet zien te verzamelen om het kwaad tegen te gaan: de Oost Indische Compagnie.
Will Turner:
een jonge Blacksmith die Jack Sparrow heeft bevrijd (zoals gezien in de eerste film) en wordt hij nu opgehangen samen met zijn verloofde Elizabeth, maar Will vindt één uitweg en dat is het kompas van Jack in handen te krijgen en naar Beckett te brengen, maar hij slaagt daar echter niet in, en is op vrije voeten beland samen met Elizabeth die ontsnapt is, wanneer Jack opgegeten is door de Kraken is, treuren ze om zijn dood, maar wanneer ze iemand hebben gevonden die hen leidt tot Davy Jones' Locker gaan ze Jack redden, die iemand is Barbossa die uit de dood herijst is dankzij Tia Dalma, en hen gaat helpen, tegen de gevaren wat gaat gebeuren.
Elizabeth Swann:
Wanneer Elizabeth gevangen wordt genomen dankzij het helpen van Jack zijn ontsnapping, wordt ze opgehangen maar ontsnapt echter en belandt in Tortuga waar ze de rest van de bemanning tegenkomt, zij laat Jack achter op de Black Pearl wanneer de Kraken aanvalt en Jack wordt vervolgens naar Davy Jones' Locker gebracht waar ze hem uit gaan halen dankzij Barbossa die uit de dood herrijst is door Tia Dalma, wanneer ze Jack heeft gerred moet ze met de piraat Sao Feng mee omdat, hij denkt dat ze Calypso de zeegodin is, maar Feng overlijdt in die reis, en Elizabeth wordt de Kapitein, en Piratenleider, en later ook gekroond tot Koning, en verklaart ze de oorlog aan de Oost Indische Compagnie.
Barbossa:
Piratenleider van de Caspian zee, en is dood veroordeeld tot de dag dat Jack Sparrow opgeslokt wordt door de Kraken en hij degene is die hen gaat helpen, om Jack terug te halen, maar het gaat hem niet om Jack het gaat hem om de Black Pearl, en Jack zijn Zilverling, want hij wil Calypso vrij laten, door middel van het conclaaf van alle Piratenleiders, maar als Elizabeth de oorlog verklaart, wordt er niet besproken dat Calypso vrijuit gaat, maar buiten het boekje om doet Barbossa het toch, wanneer het geen nut heeft, gaat hij toch zijn leven wagen om te vechten in de maalstroom...

## Gameplay
De meeste versies van het spel zijn actie-avontuur, gespeeld van de derde persoon in perspectief. Je moet een doel bereiken door vijanden neer te slaan, dit kan met snelle slagen, harde slagen of met die combo's. Ook kun je slagen van de ander tegenweren en ontwijken, of zelfs een duel.
Je kunt ook een uitdagingen aan gaan, het doel hierbij is dat je een bepaald aantal vijanden moet verslaan, een slagencombo met een bepaald aantal slagen, zonder geraakt natuurlijk...
Of een bepaalde buit verzamelen die tegenstanders laten vallen wanneer je ze dood, er zijn ook een aantal missies wat je moet doen: Pokeren, Liar's Dice, wat in de tweede film veel voorkomen.

## Verschillen met de film
- Jack Sparrow heeft net als bij Pirates of the Caribbean: The Legend of Jack Sparrow geen Hoed of Jas, in het spel.
- Will heeft helemaal niet dat rode linnen shirt aan, in At World's End
- Will & Elizabeth trouwen helemaal niet, in de Maalstroom.
- Teague heeft helemaal geen baard, wat hij eigenlijk wel heeft in de film.